# サッポロポテト

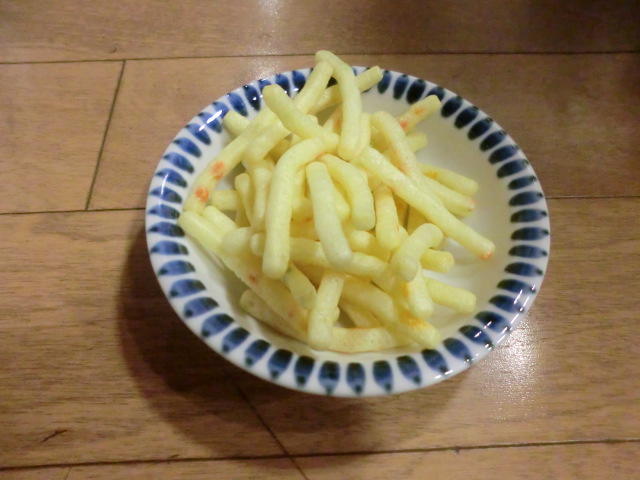
サッポロポテト つぶつぶベジタブル

サッポロポテト (Sapporo Potato) はカルビーが製造販売するジャガイモをベースとするスナック菓子。

## 歴史

### 開発経緯
カルビー創業者・松尾孝が1967年に「かっぱえびせん」をアメリカニューヨークの国際菓子博覧会に出展したとき、衝撃を受けたのは会場内に山のように積まれたポテトチップスだった。当時のアメリカではポテトチップスのシェアがお菓子全体の約25％を占めており、「これを手頃な価格で提供できれば日本でも売れるはずだ」と判断した。さっそく原料であるジャガイモに関する情報収集を開始。1968年に松尾が北海道を訪れた際、当時の副知事から「生産されたジャガイモの半分以上はでんぷんのみとって残りは飼料になっている。アメリカのようにでんぷん原料以外の加工食品を作ってほしい」との要請を受け、それは松尾が当時カルビーの本社があった広島で開発した「かっぱえびせん」にも通じる「未利用資源の活用」という、一貫して大切にしていた考えに合致するもので「ポテトチップス」の製造・販売を見据えてジャガイモを使った事業を本格化した。
「かっぱえびせん」がヒントとなり、小麦粉の生地にエビを練り込んだ「かっぱえびせん」と同じ製法で、生地にジャガイモを練り込んだスナック「サッポロポテト」ができ上がった。「かっぱえびせん」あっての「サッポロポテト」であった。また「ポテトチップス」の発売は「サッポロポテト」発売から3年後であるため、「サッポロポテト」は「ポテトチップス」の先輩的存在でもある。しかしカルビーでジャガイモを扱うのは初めてであり、その特性を把握できずに開発は難航した。油で揚げた後、ジャガイモが焦げてしまうことがジャガイモ特有の高い糖度によるものだと分かるまではかなりの時間を要した。ジャガイモの美味しさをスナックに封じ込めるには想像以上のハードルを超えなければならなかった。またジャガイモの収穫時期は限られているために貯蔵し一定の品質を保つのが大変で、契約農家と一緒に高品質なジャガイモの調達が不可欠であった。カルビーが1年間に使うジャガイモの量は2012年で30万トン。ジャガイモの数にして約27億個で、日本で収穫されるジャガイモの10分の1近くにあたる。ジャガイモは北海道帯広市の倉庫で保管されている。

### ネーミング
本製品が売り出されたのは札幌オリンピックが開催された1972年だったことから、北海道はジャガイモの一大生産地、札幌は北海道で一番有名な都市でもあるので、新しいスナックの名前にふさわしいと考え「サッポロポテト」と命名した（現在は改良を施され「サッポロポテト つぶつぶベジタブル」として販売）。この年の発売でなければ、この商品名でなかった。パッケージには「かっぱえびせんの姉妹品」と表記されている。

### 販売
キャッチコピーは「北海道のおいしさ」「野菜のスナック」という明快なもので、北海道の大自然を想起させるような薄いグリーンをメインカラーとしたパッケージで売り出された。ジャガイモを使った独創性に加え、類似商品が無かったことも追い風になり、「かっぱえびせん」に続く大ヒット商品になっていく。当時は日本人の肉食が増加傾向にあった時代で、人工甘味料や合成着色料などの食品添加物を一切使用せず、野菜の美味しさだけで勝負した「サッポロポテト」は、健康志向が謳われる今日を予見した商品だった。2012年時点でカルビーの全160種類あるお菓子のうち120種類がジャガイモを使ったお菓子といわれ、「サッポロポテト」がジャガイモを使用した様々なスナックの開発に繋がったことからカルビーにとってもエポックとなった商品だった。

### バリエーション

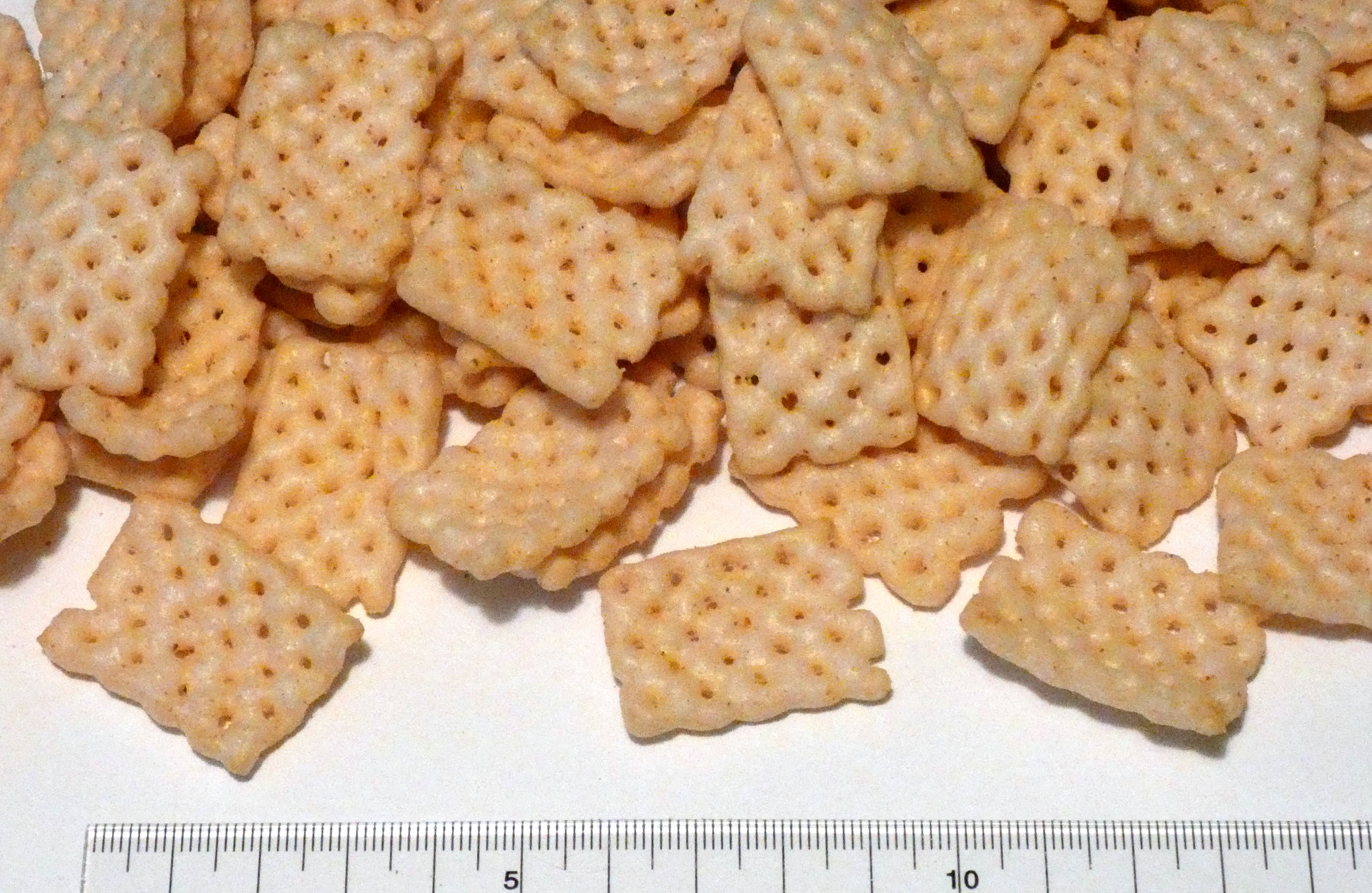
バーベQあじ

カルビーの本社が広島から東京に移転した翌年の1974年には「サッポロポテト・バーベQあじ」が130円で発売された。
バーベQあじは当初カレー味をイメージして開発された商品だったが「カレーは各家庭で味付けが異なり、顧客が味をイメージしづらい」との理由から、同様に「肉と野菜を使った料理」であるバーベキューを当時アメリカに偶然出張していた社員が発見し「バーベQあじ」として発売した。独特の形状もバーベキューで用いる焼き網をイメージしたもの。今までに経験したことのない刺激的な味覚と「バーベQ」という耳慣れない言葉で瞬く間に大ヒットを記録したが、本家「サッポロポテト」の売り上げは徐々に低迷していく。以降「サッポロポテト」はリニューアルを繰り返したことで2022年今日に至るまで好調を維持している。
逆境を覆すため開発されたのが1981年に緑黄色野菜を配合して「食べる野菜ジュース」をキャッチコピーとしたリニューアル商品（当初の商品名は「サッポロポテト」のまま。1983年に「サッポロポテト＆ベジタブル」に変更）で、健康志向を求める時代の要請とも重なり大成功を収める。1997年にはさらに野菜のつぶつぶを生地にミックスし、緑黄色野菜が入っているとしっかりアピールし、育ち盛りの子供を持つ母親の好評を得た。
2006年6月には「サッポロポテトバーベQあじ ブラックペッパー」が期間限定発売。同年10月には油分を55%カットした「40gサッポロポテトつぶつぶベジタブルLight」が（「45gさやえんどうLight」と共に）期間限定発売された。
2007年現在、地域限定で幼児向けの「1才からのサッポロポテトつぶつぶベジタブル」も売られている。90gのレギュラーサイズと26gの小袋、10g入が4袋のミニ4の3種類のサイズがある。また「バーベQあじ」にも同様に3種類のサイズがある他、地域及び期間限定品のJUMBO（50g×4袋入）や2倍の濃厚な味の「ダブルバーベQあじ」、エバラ食品工業との限定コラボレーションで「サッポロポテトバーベQ エバラ黄金のタレ中辛風味」も存在する。
2014年からは、小学生が考えた味という趣旨で、小学生と協働で企画した商品もいくつか発売されている。
2016年1月、受験シーズンに合わせる形で受験生応援企画商品として「咲ッポロ（サッポロ）ポテト」のパッケージで限定販売された。2016年2月には、ロッテリアの絶品チーズバーガーとコラボレーションされた商品を期間限定で発売している。
2012年時点で15億袋を売り上げるロングセラー商品となり、長い歴史を持つため、特に母親が、子供に食べさせても安心なスナック菓子として定着してきている。

## 原材料

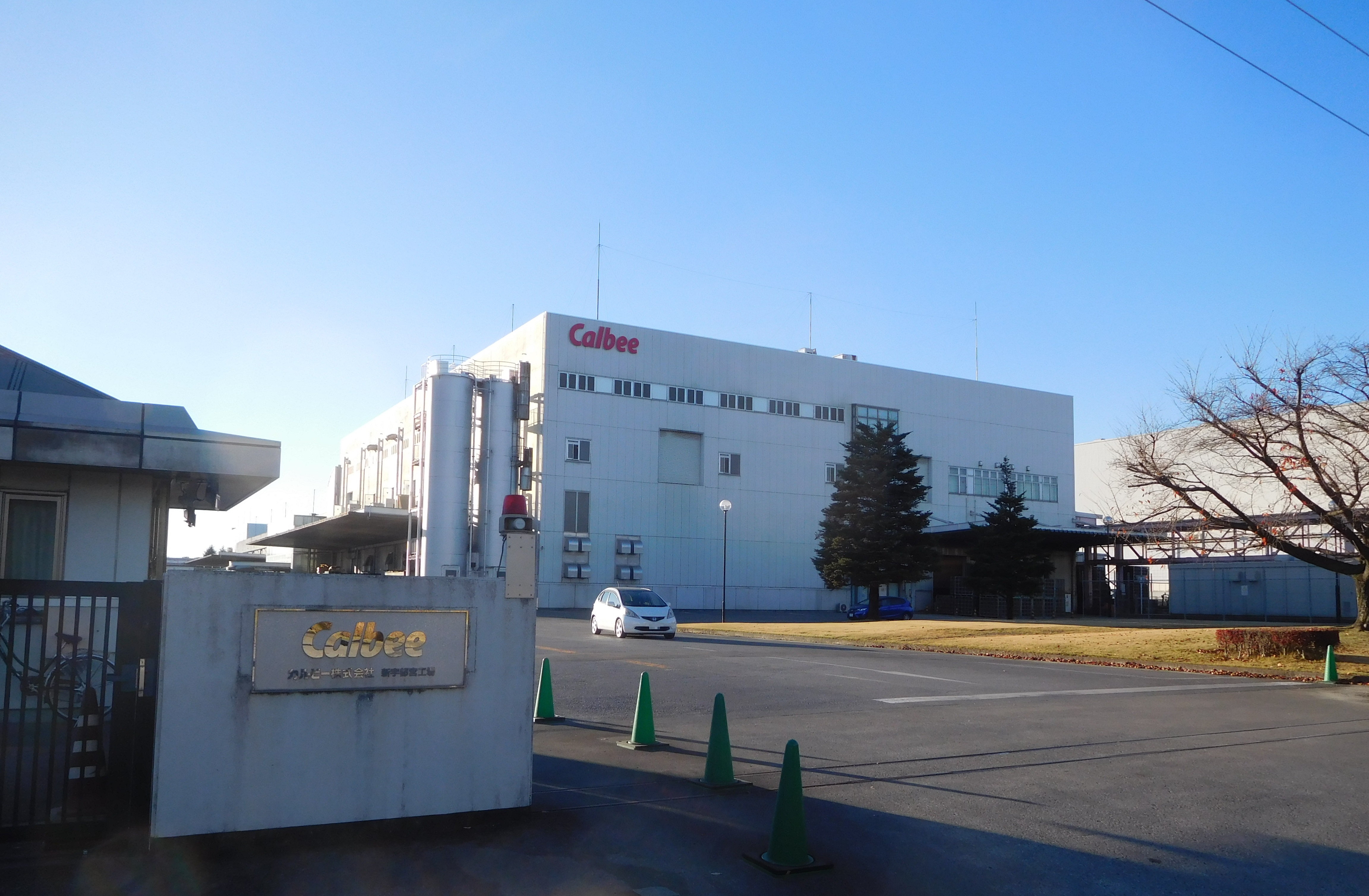
サッポロポテトの生地を生産する新宇都宮工場

小麦粉、植物油、ジャガイモ、でん粉など。これらを油が入ったタンクに投入しじっくり揚げることで、ふっくらサクサクのお菓子が完成する。工場は各地にあるが、ジャガイモは全て北海道産。
- 「つぶつぶベジタブル」はジャガイモの他にカボチャ、トマト、タマネギ、ホウレンソウ、ニンジンといった野菜が含まれる。2007年のリニューアルでモロヘイヤが追加された。2015年のリニューアルでは、生じゃがいもには男爵いもを100%使用している。
- 「バーベQあじ」にはピーマン、タマネギ、カボチャ、そして鶏肉が含まれる。2011年10月のリニューアルで牛肉が追加された。
- 生地は栃木県宇都宮市にある新宇都宮工場で一括生産し、日本全国の工場で揚げる工程を行い、出荷している[10]。